# Sahyadria
Sahyadria ist eine artenarme im südwestlichen Indien vorkommende Karpfenfischgattung. Das Verbreitungsgebiet umfasst zwölf Flüsse in den Westghats, die nach Westen fließen und in das Arabische Meer münden. 

## Merkmale
Sahyadria-Arten werden 8,5 bis 19 cm lang und sind schlanker und mehr gestreckt als andere südasiatische Barben. Kennzeichnend ist ein breiter schwarzer Längsstreifen, der vom Maul bis zur Schwanzflossenbasis verläuft und darüber ein scharlachrotes Band vom Maul bis zur Körpermitte (verschieden bei unterschiedlichen Populationen). Dazwischen, beginnend am Kiemendeckel, liegt ein schmales gelbes Band. Die Spitzen der gegabelten Schwanzflosse sind schwarz, darunter liegt ein gelbes Band. Auf der Rückenflosse kann ein schwarzer Fleck zu sehen sein. Die vorderen Rückenflossenstrahlen sind bei Jungfischen scharlachrot.
Ihre Rückenflosse wird von drei bis vier ungeteilten und acht verzweigten Flossenstrahlen gestützt, wobei der letzte schon an der Basis geteilt sein kann, so dass der Eindruck eines neunten Strahls entsteht. Der letzte ungeteilte Flossenstrahl der Rückenflosse ist schwach, zur Spitze hin segmentiert und nicht gesägt. Bei der Afterflosse sind es zwei bis drei ungeteilte Flossenstrahlen und fünf verzweigte. Die Seitenlinie ist vollständig und erstreckt sich über 26 bis 28 Schuppen mit Poren. Freie Uroneuralia fehlen. Die Kiemenreusen sind einfach (nicht verzweigt oder abgeplattet). Sie stehen in zwei Reihen mit 12 und 18 Strahlen. 
- Wirbel: 27 (16 Abdomen- und 11 Schwanzwirbel)
- Schlundzähne: 5+3+2.
- Supraneuralia: 5.

## Arten
Die Gattung umfasst zwei Arten, diese allerdings insgesamt 6 evolutionäre Linien.
- Denisonbarbe (Sahyadria denisonii Day, 1865) (Typusart)
- Sahyadria chalakkudiensis Menon, Rema Devi & Thobias, 1999

## Systematik
Die Gattung wurde erst im November 2013 für zwei vorher in Puntius gestellte Arten aufgestellt. Der Gattungsname Sahyadria entspricht einer einheimischen Bezeichnung für die Westghats. Schwestergattung von Sahyadria ist Dawkinsia. Die von beiden gebildete Klade steht in einem Schwestergruppenverhältnis zu einer Klade aus Puntius und Systomus.